# Leptophobia cinerea
Leptophobia cinerea är en fjärilsart som först beskrevs av William Chapman Hewitson 1867.  Leptophobia cinerea ingår i släktet Leptophobia och familjen vitfjärilar. Inga underarter finns listade i Catalogue of Life.